# Gérard Aygoui
Gérard Aygoui (* 5. Oktober 1936 in Montpellier; † 12. März 2021 ebenda) war ein französischer Fußballspieler. 

## Karriere
Gérard Aygoui begann seine Karriere beim HSC Montpellier, ehe er 1957 zu Olympique Marseille wechselte. In der Ligue 1 absolvierte er für Olympique Marseille 21 Spiele und schoss dabei 2 Tore. In der Ligue 2 konnte er in 52 Spielen für den Klub 21 Tore schießen. In der Saison 1963/64 war er an Olympique Nîmes ausgeliehen.
Am 1. Mai 1960 schoss Aygoui beim 1:0-Sieg im Olympia-Qualifikationsspiel gegen die Schweiz das Siegtor. Wenige Monate später wurde er für das Aufgebot der Olympischen Sommerspiele 1960 in Rom nominiert. Jedoch kam er dort nicht zum Einsatz.